# Alba Schwartz
Sofie Albertine ”Alba” Schwartz (født Larsen 9. december 1857 i København, død 10. januar 1942 i Skagen) var en dansk forfatter. Hun var farmor til skuespilleren Malene Schwartz.
Alba Schwartz var datter af overlægen Søren Eskildsen Larsen (1802-1890) og Sophia Albertina Matzen (1815-1895) og det yngste barn i en søskendeflok på 14. Blandt hendes søskende finder man bl.a. filologen Sofus Larsen. Schwartz ønskede oprindeligt at blive skuespiller og fik undervisning hos Ludvig Phister på Det Kongelige Teater. Hun afbrød dog uddannelsen i 1882 efter at være blevet gift med juristen Otto Georg Schwartz. Parret fik sønnerne Erik (1884-1895) og Walter (1889-1958). Familien flyttede til Skagen i 1899, fire år efter Eriks død, da Otto Schwartz blev borgmester i byen. Alba Schwartz blev en del af kulturlivet i Skagen og bidrog til at skildre dets historie i Skagen. Den svundne Tid i Sagn og Billeder (1912) og Skagen. Den nye Tid i Oplevelser og Indtryk (1913).
Schwartz fik sin debut som skønlitterær forfatter i 1907 med novellen Den døde Mand trykt i avisen Det ny Aarhundrede. Hendes første skønlitterære bog, Overlægen, blev udgivet i 1932. Hun var da 75 år gammel og havde været enke i mange år. Denne og de efterfølgende romaner Barnet (1935), Edith søger en Far (1938) og Skilsmissens Børn (1940) skildrer emner som ægte- og moderskab, kærlighed og familieliv. Også emner som utroskab, både hos de mandlige og kvindelige hovedpersoner, samt skilsmisse og børn udenfor ægteskab er gentagende temaer i hendes forfatterskab. Skilsmissens Børn blev filmatiseret i 1939 af Benjamin Christensen med Grethe Holmer som hovedrolleindehaver.
Schwartz blev tildelt Drachmannlegatet i 1939.